# 沈錫輅
沈锡辂，字南祉。浙江仁和县（今属杭州市）人。清朝政治人物，探花及第。
清康熙五十七年（1718年），登戊戌科进士一甲第三名，授翰林院编修。出任山西学政，一年余，因病接任。